# Anne Schmatelka
Anne Schmatelka (* 1965) ist eine deutsche Pferdesachbuchautorin und Dressurausbilderin.

## Leben
Anne Schmatelka beschäftigt sich mit klassischer Reitkunst sowie mit der Gesunderhaltung von Pferden, insbesondere wie man sein Pferd trotz der Rückenerkrankung Kissing Spine schmerzfrei und reitbar halten kann. Sie hat mehrere Bücher und seit 2008 einige Artikel in nationalen und internationalen Pferdefachmagazinen veröffentlicht.
Zu ihren Mentoren gehören Paul Stecken und der langjährige deutsche Bundestrainer der jungen Reiter und Junioren „Bimbo“ Siegfried Peilike. Von beiden hat sich Anne Schmatelka reiterliche Unterstützung geholt.
Sie lebte viele Jahre in Warendorf und in Frankreich. Seit 2018 lebt sie in Stäfa ZH/Schweiz.

## Veröffentlichungen
- Über den Rücken. Pferde mit Rückenproblemen richtig reiten. Cadmos, Schwarzenbek 2011, ISBN 978-3-8404-1014-7.
- Die Losgelassenheit des Pferdes. Ausbilden und Reiten ohne Zwang. BLV, München 2012, ISBN 978-3-8354-1100-5.
- Ein Pferd spricht. Zaungespräche. Vindobona, Neckenmarkt 2012, ISBN 978-3-85040-527-0
- Die korrekte Ausbildung des Reitpferdes. Probleme erkennen und lösen. BLV, München 2013, ISBN 978-3-8354-1159-3.
- Pferde losgelassen und gesund. Müller Rüschlikon, Stuttgart 2019, ISBN 978-3-275-02148-2.